# John Comyn, 7. Earl of Buchan
John Comyn, 7. Earl of Buchan (* um 1250; † zwischen 11. August und 3. Dezember 1308), war ein schottischer Magnat.

## Herkunft und Erbe
John Comyn entstammte dem Clan Comyn. Er war der älteste Sohn von Alexander Comyn, 6. Earl of Buchan und von dessen Frau Elisabeth de Quincy. Bereits 1283 übergab ihm sein Vater noch zu seinen Lebzeiten Ländereien im Norden Englands. Beim Tod seines Vaters 1289 erbte der etwa vierzigjährige John Comyn den Titel Earl of Buchan und die umfangreichen Besitzungen seines Vaters. Zu seinem Erbe gehörten neben Ländereien in Schottland auch umfangreiche Besitzungen in den englischen Midlands. Sein Großteil seiner Besitzungen lag jedoch in Nordschottland, weshalb auch Buchan 1289 Sheriff von Banffshire wurde, dazu wurde er 1290 Sheriff von Wigtownshire. Während des Interregnums, in dem sich Schottland nach dem Tod von König Alexander III. seit 1286 befand, verwaltete Buchan auch einige königliche Burgen.

## Rolle im Great Cause
Buchan übergab die königlichen Burgen, die er verwaltete, 1291 an den englischen König Eduard I., der im Auftrag des schottischen Adels über die Ansprüche der dreizehn Anwärter auf den schottischen Thron entscheiden sollte. Während des Great Cause, des Verfahrens, in dem der englische König die Ansprüche der Anwärter überprüfte, bewertete Buchan zusammen mit Bischof William Fraser von St Andrews und Domhnall, 6. Earl of Mar die Eingaben der Anwärter. 1292 bat Buchan den englischen König, die Versprechen einzuhalten, die er im Vertrag von Bingham gegeben hatte. Buchan war zugegen, als der englische König am 17. November 1292 Buchans Cousin John Balliol zum neuen schottischen König erklärte. Er übergab ihm einen Teil oder vielleicht sogar seinen gesamten Landbesitz in Galloway, im Gegenzug erhielt er Landbesitz in Nordostschottland.

## Rolle während des Schottischen Unabhängigkeitskriegs

### Militär im Krieg mit England unter John Balliol
Als es zunehmend zu Spannungen zwischen England und Schottland kam, spielte Buchan eine wichtige Rolle in der schottischen Regierung. Im Frühjahr 1296 führte er einen Raubzug über die englische Grenze, woraufhin der englische König sein Gut Whitwick in Leicestershire beschlagnahmte. Als nach der Niederlage in der Schlacht bei Dunbar der schottische Widerstand zusammenbrach, war Buchan bei der erzwungenen Abdankung von John Balliol im Juli 1296 zugegen. Dabei unterwarf er sich auch selbst dem englischen König.

### Widerstand gegen die englische Besetzung
Eduard I. verlangte zunächst, dass Buchan auf seinen englischen Gütern südlich des Trent lebte, doch im Juni 1297 sandte er Buchan zurück nach Nordostschottland. Zusammen mit Bischof Henry Cheyne von Aberdeen und Gartnait, dem Sohn des Earl of Mar, sollte er den Widerstand von Andrew Murray gegen die englische Besetzung brechen. Seine Aktionen gegen Murray täuschte Buchan jedoch nur vor und wechselte bald darauf offen die Seiten. Er bekämpfte die Engländer, allerdings ist unklar, ob er 1298 an der Schlacht von Falkirk teilnahm, in der Eduard I. die Schotten entscheidend schlug. Nach der Niederlage gehörte Buchan zum Kern der verbliebenen schottischen Regierung und nahm im August 1299 an dem Treffen in Peebles teil. Während dieses Treffens kam es zum Bruch zwischen den Anhängern der Familie Comyn und den Anhängern der Familie Bruce. Der Streit führte zur Ergreifung des Earl of Carrick durch John Comyn den Jüngeren, während Buchan William de Lamberton, den Bischof von St Andrews des Verrats beschuldigte. Dann legten die Schotten jedoch ihren inneren Streit bei, als sie erfuhren, dass Buchans jüngerer Bruder Sir Alexander Comyn, der auf Seiten der Engländer kämpfte, zusammen mit Lachlan Macruarie, einem Adligen aus Nordwestschottland, Ländereien in Nordschottland plünderte. Als Justiciar of Scotia hörte Buchan in Aberdeen Fälle an, die ihm zur Entscheidung vorgetragen wurden. Dagegen protestierte später sein Bruder Alexander, der behauptete, dass Eduard I. ihm dieses Amt übergeben hätte. Buchan nahm nicht an dem für Mai 1300 geplanten Parlament in Rutherglen teil, weil er zu dieser Zeit in Galloway war, wo eine englische Invasion befürchtet wurde, die von der Bevölkerung unterstützt würde. Da das Parlament aber auf den 17. Dezember vertagt wurde, konnte Buchan dann doch an der Versammlung teilnehmen. Zuvor führte Buchan eine schottische Streitmacht, die allerdings am River Cree vor einer englischen Armee flüchten musste. 1301 konnte Buchan dagegen zusammen mit Sir John Soulis bei Loudoun verhindern, dass sich die bei Glasgow befindliche Armee von Eduard I. mit den Truppen des englischen Thronfolgers Eduard im westlichen Ayrshire vereinigen konnte. Danach flüchtete Buchan angesichts der militärischen Überlegenheit der Engländer ins französische Exil.

### Wechsel auf die englische Seite und Vertreibung aus Schottland
1304 kehrte Buchan nach Schottland zurück und unterwarf sich wie die meisten anderen schottischen Adligen dem englischen König.  Eduard I. nahm ihn in Gnaden auf und ernannte ihn zu einem der Ratgeber des neuen Statthalters John of Brittany. Am 22. Mai 1306 wurde er gemeinsam mit dem englischen Thronfolger zum Knight of the Bath geschlagen. Der Frieden wurde aber 1306 durch die Rebellion von Robert Bruce gestört. Da Bruce John Comyn den Jüngeren ermordet hatte, war Buchan gezwungen, die englische Seite zu unterstützen. Ende 1307 zog Robert Bruce mit der festen Absicht nach Nordostschottland, die Herrschaft von Buchan in der Region zu brechen. Wahrscheinlich im Mai 1308 konnte Bruce Buchans Truppen in der Schlacht bei Inverurie schlagen, anschließend ließ Bruce die Besitzungen der Comyns in Buchan plündern. Der neue englische König Eduard II. ernannte Buchan zum Aufseher von Annandale, Carrick und Galloway, den westlichen Scottish Marches, doch Buchan betätigte sich nach dem Verlust seiner nordschottischen Besitzungen nicht mehr aktiv an dem Krieg in Schottland und zog sich nach England zurück, wo er vor Ende 1308 starb.

## Ehe und Erbe
Als Militär war Buchan selten erfolgreich, was vielleicht dazu führte, dass er nie zu einem der Guardians of Scotland ernannt wurde. Dagegen war er ein fähiger Verwalter, der der schottischen Regierung gute Dienste leistete. Seine Ehe mit Isabel Macduff blieb kinderlos und endete unglücklich, als Isabel 1306 Buchan verließ. Stattdessen schloss sie sich Robert Bruce an und krönte diesen am 25. März 1306 zum König der Schotten. Von den Engländern danach gefangen genommen, ließ Eduard I. sie in einen Käfig sperren.
Nach Buchans Tod fielen seine verbliebenen Besitzungen in England an seine Nichte Alicia Comyn bzw. deren Ehemann Henry de Beaumont, 1. Baron Beaumont, letzterer konnte aus dem Recht seiner Gattin und mit englischer Protektion ab 1334 als „Earl of Buchan“ an schottischen Parlamenten teilnehmen, die Ländereien in Schottland wurden ihm, seiner Gattin oder seinen Nachkommen aber nie zurückerstattet und der an diese Ländereien gebundene Earlstitel erlosch.